# Guldbaggen för bästa kostymdesign
Guldbaggen för bästa kostymdesign har delats ut sedan den 47:e galan, Guldbaggegalan 2012.  Fram till och med 2021 års guldbaggegala kallades priset Bästa kostym.
Priset föregicks av Guldbaggen för särskilda insatser, som slopades inför 2012 års gala i och med införandet av sammanlagt sju nya kategorier.

## Vinnare och nominerade
Vinnare presenteras överst i fetstil och gul färg, och övriga nominerade för samma år följer under. Året avser det år som filmerna hade premiär i Sverige, varpå de tilldelades priset på galan därefter.

### Tidiga pristagare
För åren 2000 till 2010 delades Guldbaggen för bästa prestation (t.o.m. 2006) och Guldbaggen för särskilda insatser (fr.o.m. 2007), ut till filmarbetare i yrken som saknade egna kategorier, inklusive kostymdesigners. Kostymdesigners som prisades under dessa år inkluderar Jaana Fomin (2005) och Kicki Ilander (2007).

### 2010-talet
| År          | Film                                               | Kostymtecknare                       |
| ----------- | -------------------------------------------------- | ------------------------------------ |
| 2011 (47:e) | Kronjuvelerna                                      | Moa Li Lemhagen Schalin              |
| 2011 (47:e) | Play                                               | Pia Aleborg                          |
| 2011 (47:e) | Simon och ekarna                                   | Katja Watkins                        |
| 2012 (48:e) | Call Girl                                          | Cilla Rörby                          |
| 2012 (48:e) | Dom över död man                                   | Katja Watkins                        |
| 2012 (48:e) | Mammas pojkar                                      | Jaana Fomin                          |
| 2013 (49:e) | Monica Z                                           | Kicki Ilander                        |
| 2013 (49:e) | Känn ingen sorg                                    | Ulrika Sjölin                        |
| 2013 (49:e) | Vi är bäst!                                        | Moa Li Lemhagen Schalin              |
| 2014 (50:e) | Gentlemen                                          | Cilla Rörby                          |
| 2014 (50:e) | En duva satt på en gren och funderade på tillvaron | Julia Tegström                       |
| 2014 (50:e) | Tjuvarnas jul – Trollkarlens dotter                | Kicki Ilander                        |
| 2015 (51:a) | Tjuvheder                                          | Mia Andersson                        |
| 2015 (51:a) | En underbar jävla jul                              | Camilla Thulin                       |
| 2015 (51:a) | Kim                                                | Stella J Hox                         |
| 2016 (52:a) | Den allvarsamma leken                              | Kicki Ilander                        |
| 2016 (52:a) | Flykten till framtiden                             | Jaana Fomin                          |
| 2016 (52:a) | Upp i det blå                                      | Moa Li Lemhagen Schalin              |
| 2017 (53:e) | The Nile Hilton Incident                           | Louize Nissen                        |
| 2017 (53:e) | Borg                                               | Kicki Ilander                        |
| 2017 (53:e) | Para knas                                          | Sharareh Hosseini och David Markfant |
| 2018 (54:e) | Tårtgeneralen                                      | Ingrid Sjögren                       |
| 2018 (54:e) | Euphoria                                           | Denise Östholm                       |
| 2018 (54:e) | Unga Astrid                                        | Cilla Rörby                          |
| 2019 (55:e) | Eld & lågor                                        | Margrét Einarsdóttir                 |
| 2019 (55:e) | 438 dagar                                          | Clinton Booyse                       |
| 2019 (55:e) | En del av mitt hjärta                              | Anna Hagert och Anna Karlsson        |

### 2020-talet
| År          | Film                                   | Kostymtecknare                           |
| ----------- | -------------------------------------- | ---------------------------------------- |
| 2020 (56:e) | Nelly Rapp – Monsteragent              | Kicki Ilander                            |
| 2020 (56:e) | Andra sidan                            | Daniela Krestelica                       |
| 2020 (56:e) | Se upp för Jönssonligan                | Cilla Rörby                              |
| 2021 (57:e) | Pleasure                               | Amanda Wing Yee Lee                      |
| 2021 (57:e) | Utvandrarna                            | Louize Nissen                            |
| 2021 (57:e) | Sagan om Karl-Bertil Jonssons julafton | Ingrid Sjögren                           |
| 2022 (58:e) | Triangle of Sadness                    | Sofie Krunegård                          |
| 2022 (58:e) | Boy from Heaven                        | Denise Östholm                           |
| 2022 (58:e) | Bränn alla mina brev                   | Ingrid Sjögren                           |
| 2023 (59:e) | Hammarskjöld                           | Karen Fabritius Gram och Pierre Vienings |
| 2023 (59:e) | Dogborn                                | Sanna Nyström                            |
| 2023 (59:e) | Sockerexperimentet                     | Anne-Louise Thornblad                    |
| 2024 (60:e) | Den svenska torpeden                   | Eugen Tamberg                            |
| 2024 (60:e) | Nova & Alice                           | My Ek                                    |
| 2024 (60:e) | Düsseldorf, Skåne                      | Sandra Haraldsen                         |